# Пасальський Микола Миколайович
 Пасальський Микола Миколайович — лейтенант Збройних сил України, що відзначився у ході російського вторгнення в Україну, учасник російсько-української війни.

## Життєпис
Народився 30 березня 1975 року у місті Нововолинськ Волинської області.  

## Освіта
У 2000-2003 рр. навчався в Київській державній академії водного транспорту імені Петра Конашевича-Сагайдачного за спеціальністю «економіст».
2003-2006 рр. — Київський університет туризму, економіки та права, спеціальність «юрист».
2006-2007 рр. — Київський національний економічний університет, спеціальність «психолог».
2017-2019 Університет економіки і права — аспірант з економіки.
З 2022 по теперішній час навчається на факультеті кібербезпеки Житомирського військового інституту імені С.П.Корольова.

## Військова служба

### Російське вторгнення в Україну (2022)
У березні 2022 року добровільно прийшов до Житомирського обласного ТЦК та СП. 
У 2022 році проходив військову службу у 1 окремій бригаді спеціального призначення (зараз — 1 окрема бригада територіальної оборони) на посаді головного сержанта протитанкової батареї.
У 2023-2024 рр. служив у 22 окремій механізованій бригаді на посаді командира взводу та командира роти.
З 2025 року — у 21 окремій механізованій бригаді на посаді заступника командира механізованого батальйону.

## Нагороди
- Орден «За мужність» III ступеня (2024) — За особисту мужність і самовідданість, виявлені у захисті державного суверенітету та територіальної цілісності України, сумлінне та бездоганне служіння Українському народові[2].
- Відзнака Головнокомандувача Збройних сил України "Золотий Хрест"

## Родина
Одружений. Має чотирьох синів та доньку, троє з них - неповнолітні.